# Кленник
Кленник (біл. вёска Кляньнік) — село в складі Смолевицького району Мінської області, Білорусь. Село підпорядковане Курганській сільській раді, розташоване в центральній частині області. Недалеко від села протікає річка Макон.